# برگ‌پاواران
برگ‌پاواران(نام علمی: Coreoidea) نام یک بالاخانواده از زیرراسته ناجوربالان است.